# 斯帕斯克區 (韃靼斯坦共和國)

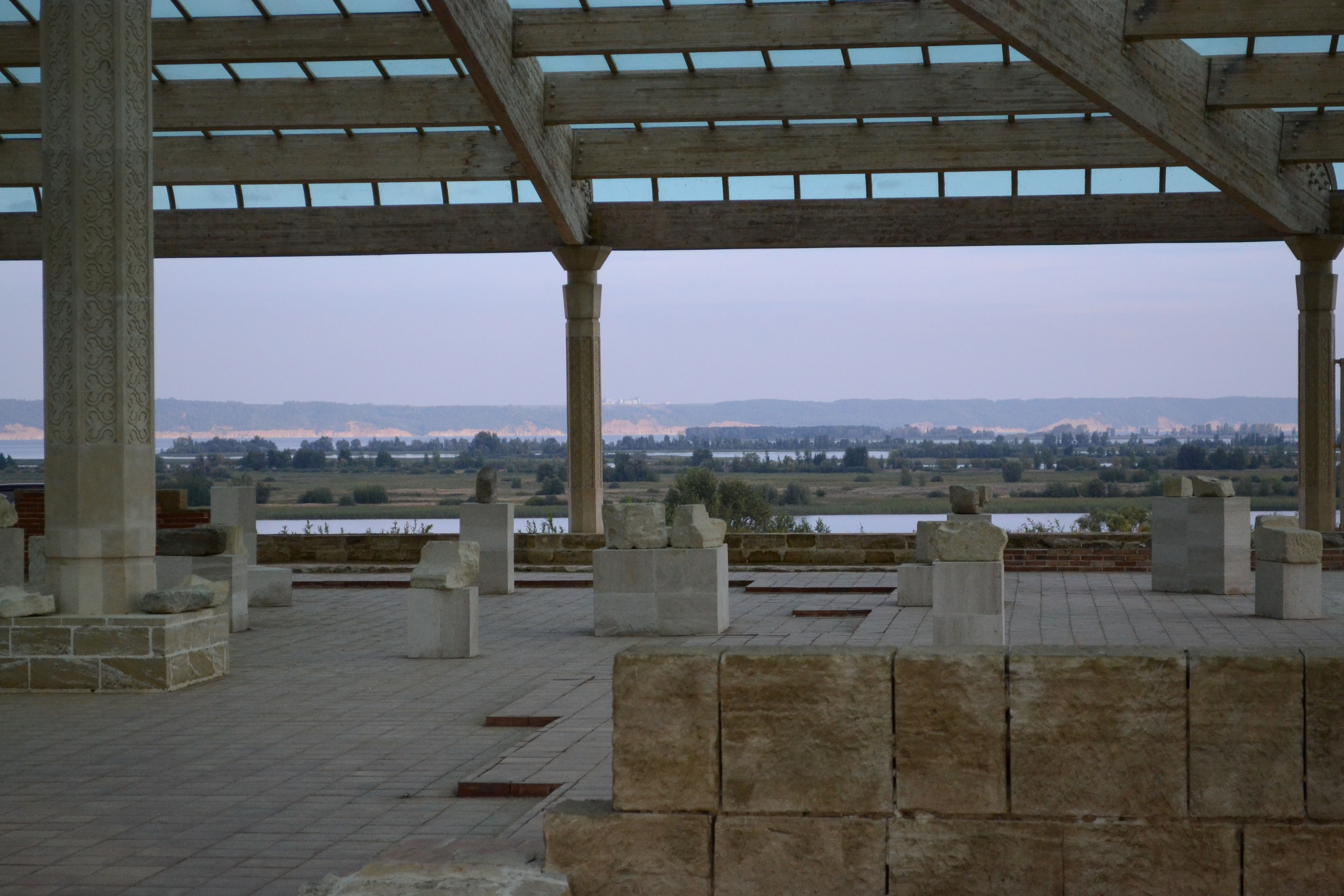

54°58′N 49°02′E / 54.967°N 49.033°E
斯帕斯克區（俄语：Спасский район），是俄羅斯的一個區，位於該國西部，由韃靼斯坦共和國負責管轄，面積2,028平方公里，2010年人口20,554，人口密度每平方公里10.14人。